# Лелешть (комуна)
Лелешть, Лелешті (рум. Lelești) — комуна у повіті Горж в Румунії. До складу комуни входять такі села (дані про населення за 2002 рік):
- Лелешть (1401 особа)
- Расовіца (203 особи)
- Фретешть (376 осіб)

Комуна розташована на відстані 239 км на захід від Бухареста, 8 км на північний захід від Тиргу-Жіу, 98 км на північний захід від Крайови.

## Населення
За даними перепису населення 2002 року у комуні проживали 1980 осіб.
Національний склад населення комуни:
| Національність | Кількість осіб | Відсоток |
| -------------- | -------------- | -------- |
| румуни         | 1979           | 99,9%    |
| угорці         | 1              | 0,1%     |

Рідною мовою назвали:
| Мова      | Кількість осіб | Відсоток |
| --------- | -------------- | -------- |
| румунська | 1979           | 99,9%    |
| угорська  | 1              | 0,1%     |

Склад населення комуни за віросповіданням:
| Релігія       | Кількість осіб | Відсоток |
| ------------- | -------------- | -------- |
| православні   | 1967           | 99,3%    |
| п'ятдесятники | 5              | 0,3%     |
| адвентисти    | 3              | 0,2%     |
| бретрени      | 3              | 0,2%     |
| римо-католики | 2              | 0,1%     |